# The Bounty
The Bounty is een Brits-Amerikaans-Nieuw-Zeelandse film uit 1984 geregisseerd door Roger Donaldson. De hoofdrollen worden vertolkt door Mel Gibson en Anthony Hopkins. Het onderwerp van de film is de (historische) muiterij op de Bounty, die al enige malen eerder was verfilmd.

## Verhaal
In 1787 vertrekt kapitein William Bligh met zijn schip "The Bounty" naar Tahiti. Na een woelige reis van ruim 16 000 km in 301 dagen, komt de bemanning uitgeput aan op het eiland. Niet lang nadat ze aangekomen zijn, wil de tirannieke kapitein vertrekken naar Oost-Timor. De bemanning is radeloos en richt zich tot de eerste stuurman Fletcher Christian om desnoods met geweld het roer van het schip over te nemen.

## Rolverdeling
| Acteur              | Personage                            |
| ------------------- | ------------------------------------ |
| Mel Gibson          | Luitenant-ter-zee Fletcher Christian |
| Anthony Hopkins     | Kapitein William Bligh               |
| Laurence Olivier    | Admiraal Hood                        |
| Edward Fox          | Kapitein Greetham                    |
| Daniel Day-Lewis    | John Fryer                           |
| Bernard Hill        | William Cole                         |
| Philip Davis        | Edward Young                         |
| Liam Neeson         | Matroos Charles Churchill            |
| Wi Kuki Kaa         | Koning Tynah                         |
| Tevaite Vernette    | Mauatua                              |
| Philip Martin Brown | Matroos John Adams                   |
| Simon Chandler      | David Nelson                         |
| Malcolm Terris      | Dr. John Huggan                      |
| John Sessions       | John Smith                           |
| Andrew Wilde        | Matroos William McCoy                |
| Neil Morrissey      | Matroos Matthew Quintal              |
| Richard Graham      | John Mills                           |
| Dexter Fletcher     | Matroos Thomas Ellison               |
| Pete Lee-Wilson     | William Purcell                      |
| Jon Gadsby          | John Norton                          |
| Barry Dransfield    | Michael Byrne                        |
| Steve Fletcher      | Matroos James Valentine              |
| Jack May            | Hoofd berechting                     |

## Nominaties
- 1984 - Gouden Palm
  - Beste regisseur (Roger Donaldson)
- 1984 - Best Cinematography Award
  - Beste cinematograaf (Arthur Ibbetson)